# Большая Вороновка
Большая Вороновка — река в России, протекает по территории Свердловского района Перми и Пермского района. Устье реки находится в 27 км по левому берегу Сылвенского залива Камского водохранилища. Длина реки составляет 12 км.
Исток реки юго-западнее бывшего посёлка Новые Ляды (ныне в составе Свердловского района Перми). Река течёт на юго-восток, всё течение проходит по ненаселённому лесу. Притоки — Глушиха, Бродовая (правые); Ляториха (левый). Впадает в Сылвенский залив Камского водохранилища чуть выше деревни Мостовая.

## Данные водного реестра
По данным государственного водного реестра России относится к Камскому бассейновому округу, водохозяйственный участок реки — Кама от города Березники до Камского гидроузла, без реки Косьва (от истока до Широковского гидроузла), Чусовая и Сылва, речной подбассейн реки — бассейны притоков Камы до впадения Белой. Речной бассейн реки — Кама.
Код объекта в государственном водном реестре — 10010100912111100013902.